# Verasper
Verasper is een geslacht van straalvinnige vissen uit de familie van schollen (Pleuronectidae).

## Soorten
- Verasper moseri Jordan & Gilbert, 1898
- Verasper variegatus (Temminck & Schlegel, 1846)